# Little Akaloa Bay
Die Little Akaloa Bay ist eine längliche, in die Banks Peninsula hineinreichende Bucht auf der Südinsel von Neuseeland. 

## Geographie
Die Little Akaloa Bay befindet sich in der Region Canterbury, rund 31 km südöstlich des Stadtzentrums von Christchurch entfernt. Die Bucht hat mit einer Länge von rund 3,0 km und einer Breite von rund 850 m eine von Südwest nach Nordost gehende länglich Ausrichtung. Die Uferlinie der Bucht misst rund 6,74 km und deckt dabei eine Wasserfläche von rund 2,15 km² ab. Am Ende der Bucht ist das kleine Dorf Little Akaloa zu finden.

## Geschichte
In der Sprache der Māori müsste der maorische Teil des Namens des Ortes und der Bucht eigentlich Akaroa geschrieben werden. Bis 1864 schrieb man den Namen des Ortes sogar Hakaroa. Danach fiel das „H“ weg und in der südlichen Māori-Aussprache hört sich das „r“ wie ein „l“ an.